# Tavojski jezik
Tavojski jezik (ISO 639-3: tvn; tavoyan), sinotibetski jezik kojim govori oko 400 000 (2000 D. Bradley) Tavojaca na jugoistoku Burme. zajedno s još šest jezika arakanskim [mhv], burmanskim [mya], chaungtha [ccq], intha [int], taungyo [tco] i yngbye [ybd] čini južnoburmansku podskupinu burmanskih jezika

## Vanjske poveznice
- Ethnologue (14th)
- Ethnologue (15th)